# Такаморі (Наґано)

35°33′5″ пн. ш. 137°52′43″ сх. д. / 35.55139° пн. ш. 137.87861° сх. д.
Такамо́рі (яп. 高森町, たかもりまち, МФА: [takamoɾʲi mat͡ɕi̥]) — містечко в Японії, в повіті Сімо-Іна префектури Наґано. Станом на 1 квітня 2009 площа містечка становила 45,26 км². Станом на 1 липня 2011 населення містечка становило 13 223 осіб.